# Јанежовски Врх
Јанежовски Врх (словен. Janežovski Vrh) је насељено место у општини Дестрник, Подравска регија, Словенија.

## Историја
До територијалне реорганизације у Словенији био је у саставу старе општине Птуј.

## Становништво
У попису становништва из 2011. године, Јанежовски Врх је имао 239 становника.
| Број становника према пописима | Број становника према пописима | Број становника према пописима |
| ------------------------------ | ------------------------------ | ------------------------------ |
| 1991                           | 2002                           | 2011                           |
| 217                            | 227                            | 239                            |